# ساشا سیمونوویچ
ساشا سیمونوویچ (سیریلیک صربی: Саша Симоновић؛ زادهٔ ۲۰ ژوئیهٔ ۱۹۷۵) بازیکن فوتبال اهل صربستان بود.
از باشگاه‌هایی که در آن بازی کرده‌است می‌توان به باشگاه فوتبال آریس سالونیک و باشگاه فوتبال لفسکی صوفیه اشاره کرد.
وی همچنین در تیم ملی فوتبال صربستان و مونته‌نگرو بازی کرده‌است.